# 石和館
石和館（いさわやかた）または川田館（かわだやかた）は、甲斐武田氏の居館。武田信虎が永正16年（1519年）に躑躅ヶ崎館へと移るまで甲斐国統治の中心であった。信虎の祖父・信昌が築いたという説（『甲斐国志』）と信虎が築造したという説（『王代記』）とがある。